# Батюшково (деревня, Гагаринский район)
Батюшково — деревня в Гагаринском районе Смоленской области России. Входит в состав Мальцевского сельского поселения. Население — 7 жителей (2007 год).
Расположена в северо-восточной части области в 19 км к юго-востоку от Гагарина, в 5 км севернее автодороги М1 «Беларусь», на берегу реки Безерка. В 1 км западнее деревни расположена железнодорожная платформа Батюшково на линии Москва — Минск. Недалеко от деревни находится одноимённый посёлок.

## История
В годы Великой Отечественной войны деревня была оккупирована гитлеровскими войсками в октябре 1941 года, освобождена в феврале 1942 года.